# Hersfelder Zehntverzeichnis

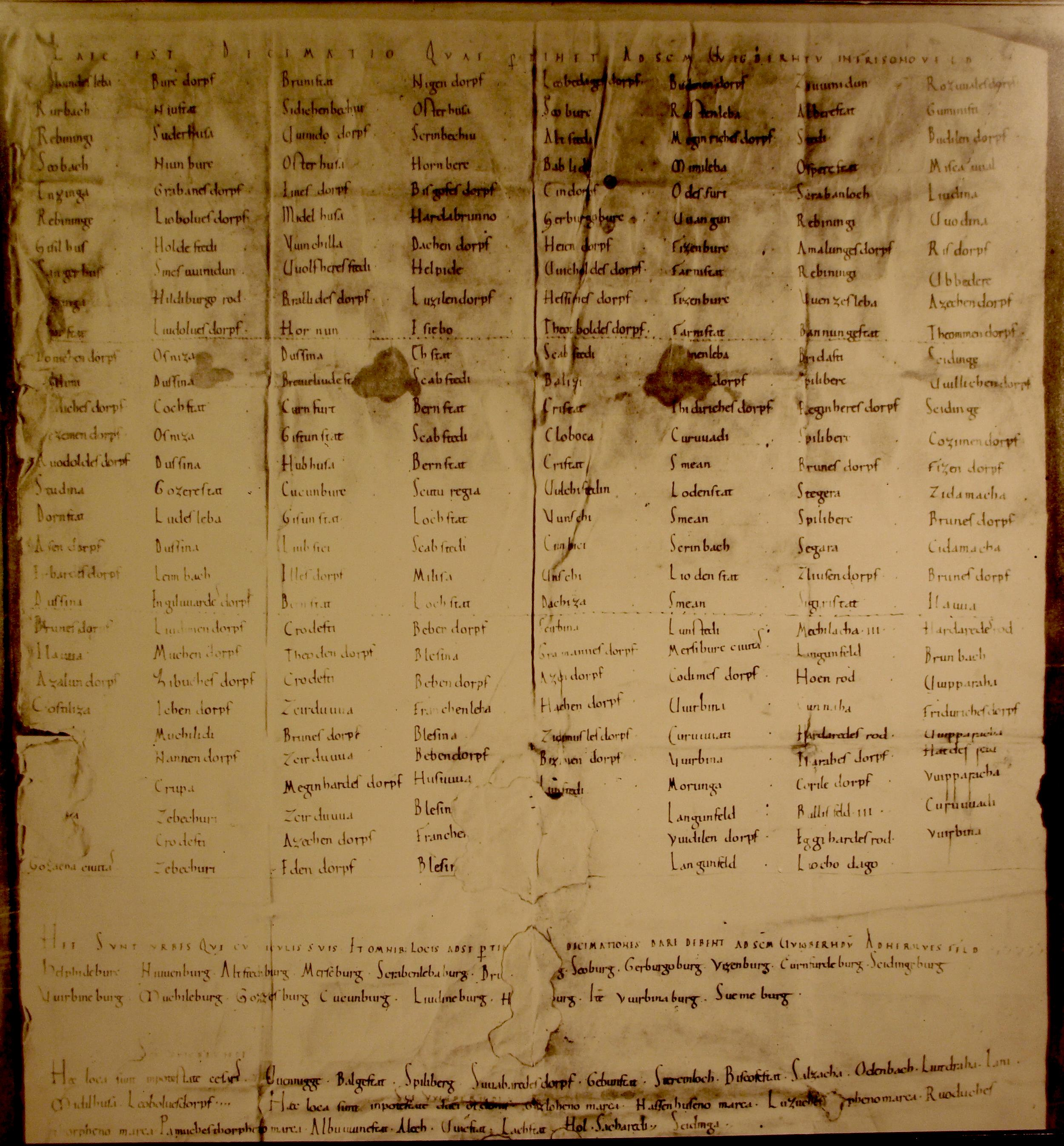
Hersfelder Zehntverzeichnis in einer Abschrift aus dem 11. Jahrhundert

Das Hersfelder Zehntverzeichnis (auch: Verzeichnis Hersfelder Zehnten im Friesenfeld, an Hersfeld zehntender Burgen sowie Hersfelder, vom Kaiser und vom Herzog Otto besessener Ortschaften) ist eine Auflistung der Orte und Burgen im Gau Friesenfeld und im Hassegau, aus denen die Reichsabtei Hersfeld den Kirchenzehnt erhielt. Die originale Aufzeichnung entstand zwischen 881 und 887 oder zwischen 896 und 899, sie ist aber nicht mehr erhalten. Die Liste ist in einer Abschrift aus dem ausgehenden 11. Jahrhundert im Hessischen Staatsarchiv Marburg überliefert.
Für zahlreiche Orte im südlichen Sachsen-Anhalt und im nördlichen Thüringen ist die Nennung zugleich die erste Erwähnung in den schriftlichen Quellen.
Das Hersfelder Zehntverzeichnis unterteilt sich in vier Abschnitte. Viele Ortsnamen sind darin doppelt und dreifach vorhanden.
Der 1. Teil wurde zwischen 830 und 860 zusammengestellt, nennt in 239 Nummern eine große Zahl von Ortschaften.
Der 2. Teil und die übrigen Teile entstanden während der Amtszeit von Abt Harderat zwischen 880/889 und wurden dabei mit dem ersten Teil zusammengefügt und nennen 18 Namen, deren jeder auf -burg endet. Im 3. Teil werden 13 Ortschaften und im 4. Teil fünf Marken und sieben Orte aufgelistet.
Nachfolgend eine Auswahl von Orten und Burgen:

## Orte
„Haec est Decimatio quae pertinet ad sanctum Wigberthvm in Frisonoveld“ (Dies ist der Zehnte, der im Friesenfeld dem heiligen Wigbert gehört)
1. [Al]bundesleba – Alvensleben (Wüstung)
2. Rurbach – Rohrbach
3. Rebiningi – Oberröblingen
4. Seobach – vermutlich Seebach (Mühlhausen)
5. Enzinga – Einzingen (Allstedt)
6. Rebiningi – Niederröblingen (Helme)
7. Gisilhus – Kieselhausen
8. Sangerhus – Sangerhausen
9. [R]eotstat – Riestedt
10. Burcdorpf – Burgsdorf
11. Niustat – vermutlich Nienstedt, Nienstedt (Wüstung) oder Neustädt
12. Suderhusa – Sotterhausen
13. Niunburc – [Beyer-]Naumburg
14. Grabanesdorpf – Grabesdorf
15. Liobolvesdorpf – Lobesdorf
16. Holdestedi – Holdenstedt
17. Sineswinidun – Schweinswende
18. Hildiburgorod – Klosterrode
19. Liudolvesdorpf
20. Brunistat – Bornstedt (bei Eisleben)
21. Sidichenbechiu – Sittichenbach
22. Uuinidodorpf – Wenthdorf
23. Osterhusa – Groß-Osterhausen
24. Einesdorpf – Einsdorf
25. Midelhusa – Mittelhausen (Allstedt)
26. Winchilla – Winkel (Helme)
27. Uuolfheresstedi – Wolferstedt
28. Brallidesdorpf
29. Hornum
30. Nigendorpf – Klosternaundorf
31. Osterhusa – Klein-Osterhausen
32. Scrinbechiu – [Rothen-]Schirmbach
33. Hornberc – Hornburg (Mansfelder Land)
34. Bisgofesdorpf – Bischofrode
35. Hardabrunno – Erdeborn
36. Dachendorpf – vermutlich Neckendorf, hierbei könnte es sich um einen Abschreibefehler handeln Nachendorpf
37. Helpide – Helfta
38. Luzilendorpf – Lüttchendorf
39. Scidinge – Burgscheidungen
40. Leobedigasdorpf – Lipsdorf
41. Budinendorpf – Bündorf (Wüstung)
42. Ziuuinidum – Wenden
43. Rozwalesdorpf – vermutlich Rulsdorf – vermutlich aber auch mit hoher Wahrscheinlichkeit wüst Schwötzschdorf
44. Seoburc – Seeburg (Mansfelder Land)
45. Rostenleba – Roßleben
46. Alberestat – Alberstedt
47. Guministi – Kunisch
48. Rebiningi – Unterröblingen
49. Budinendorpf – vermutlich Bindorf
50. Altstedi – Allstedt
51. Meginrichesdorpf – vermutlich Memleben oder Weningenmemleben
52. Stedi – Stedten (Mansfelder Land)
53. Budilendorpf – Bottendorf (Roßleben-Wiehe)
54. Bablide – Mönchpfiffel
55. Mimileba – Memleben oder Weningenmemleben
56. Osperestat – Esperstedt (Obhausen)
57. Miscawe – vermutlich Meuschau
58. Eindorf – vielleicht Einsdorf
59. Odesfurt – Oßfurt
60. Scrabanloch – Schraplau
61. Gerburgoburc – Korbesberg
62. Wangen – [Klein-]Wangen
63. Wodina
64. Dachendorpf
65. Heiendorpf – Hayndorf
66. Fizinburc – Vitzenburg
67. Scidinga – Kirchscheidungen
68. Scmon – Schmon

## Burgen
„Haec sunt urbes que cum viculis suis et omnibus locis ad se perti[nentibus] decimationes dare debent ad sanctum Wigberhdym ad Herolvesfeld“ (Dies sind die Burgorte, die mit ihren Hofstätten und allen zugehörigen Ortschaften den Zehnten an den heiligen Wigbert im Herolfsfeld geben müssen)
1. Helphideburc – Helfta
2. Niuuenburg – Beyernaumburg
3. Altstediburg – Allstedt, Burg
4. Merseburg – Merseburg
5. Scrabenlebaburg – Schraplau
6. Bru[nstedibur]g – Bornstedt, Schweinsburg
7. Seoburg – Seeburg
8. Gerburgoburg – Korbesberg
9. Vizenburg – Schloss Vitzenburg
10. Curnfurdeburg – Burg Querfurt
11. Scidingeburg – Schloss Burgscheidungen
12. Uuirbineburg – Burgwerben
13. Muchileburg – Mücheln
14. Gozzesburg – Goseck
15. Cucunburg – Kuckenburg, Ortsteil von Esperstedt
16. Liudineburg – Lettin, Stadtteil von Halle (Saale)
17. H[unlebab]urg – Holleben
18. Vuirbinaburg – eventuell Markwerben
19. Suemeburg – eventuell Schanze bei Korbetha-Wengelsdorf oder eine unbenannte Anlage bei Kraßlau/Leina